# Józef Bykowski (powstaniec)
Józef Bykowski (ur. 1841 w Głupicach – zm. 1863 w Leśniakach Chabielskich)
– oficer wojsk powstańczych powstania styczniowego.
Urodził się w 1841 w Głupicach w szlacheckiej rodzinie Bykowskich herbu Gryf. Był synem Władysława Jaxy i Teresy z Walewskich. Studiował w warszawskiej Szkole Głównej.
Bykowski wziął czynny udział w powstaniu styczniowym. Walczył jako oficer  w oddziale pułkownika Teodora Cieszkowskiego. Ta partia powstańcza została rozbita przez wojska rosyjskie 10 kwietnia 1863 pod Broszęcinem. Oddział poszedł w rozsypkę. Kilku powstańców z ciężko rannym dowódcą schroniło się w dworze Kozłowskich
w Leśniakach Chabielskich. Tam dopadła ich rosyjska pogoń.
Józef Bykowski zginął około godziny dziewiątej, zabity przez kozaków. Razem  z nim  polegli w Leśniakach Teodor Cieszkowski, Hipolit Kozłowski i Tomasz Witkowski. W pobliskim Stanisławowie, zginęli  major Polikarp Krąkowski, Jan Imielnicki i Stefan Szymański.
Zamordowani od kozaków jak napisał w ich aktach zgonów ks. Stanisław Wiśniewski proboszcz parafii Chabielice. Powstańcy zostali pochowani 13 kwietnia 1863 na cmentarzu w Chabielicach. Nie zachowała się ich mogiła.